# ناثانيل بيبودي روجرز
ناثانيل بيبودي روجرز (بالإنجليزية: Nathaniel Peabody Rogers)‏ هو كاتب أمريكي، ولد في 3 يونيو 1794 في Plymouth, New Hampshire ‏ في الولايات المتحدة، وتوفي في 16 أكتوبر 1846.